# Логинова, Лидия Петровна
Логинова Лидия Петровна (род. 13 ноября 1954, село Богородск, Корткеросский район, Коми АССР) — заслуженный работник культуры РФ (2010), народная артистка Республики Коми (1994) и художественный руководитель ансамбля «Зильган турун».

## Биография
Отец Лидии был лесозаготовителем, а мать работала в полеводстве и лишь с рождением Лидии перешла в сельпо. Петь Лидия Логинова начала рано. Когда оканчивала Сыктывкарское педучилище № 2, ей в составе самодеятельного квартета довелось выступать на фестивале «Сыктывкарская осень». Присутствовавший на фестивале директор республиканской филармонии Александр Лапский пригласил её работать в филармонию. Имеет среднее специальное образование, закончила Сыктывкарское педагогическое училище.

## Образование
Для того чтобы профессионально заниматься песенным творчеством, Логиновой предложили поехать в Москву, в творческую лабораторию, но вместо этого Логинова оказалась в поселке лесозаготовителей — Кужбе, куда поехала работать распределению.
Четырнадцать лет она проработала в детском саду. В свободное от работы время Лидия ездила с концертами по окрестным сёлам. Она не оставляла мысли вернуться на большую сцену.
В 1986 году в Сыктывкаре состоялся международный конгресс финно-угроведов, в программе которого был концерт самодеятельных коллективов из разных районов республики. Лидия выступала на этом концерте. После этого певица переехала в Сыктывкар и занялась концертной деятельностью.

## Награды
- 1994 год — Народная артистка Республики Коми.
- 2005 год — Медаль ордена «За заслуги перед Отечеством» II степени (17 января 2005 года) — за многолетнюю плодотворную деятельность в области культуры и искусства[1].
- 2010 год — Заслуженный работник культуры РФ (12 октября 2010 года) — за заслуги в развитии отечественной культуры и искусства, многолетнюю плодотворную деятельность[2][3].